# Sparta Moerbeke
Sparta Moerbeke Geraardsbergen is een Belgische voetbalclub uit Geraardsbergen. De club is aangesloten bij de KBVB met stamnummer 6144 en heeft blauw, groen en wit als clubkleuren. De club is in 2015 ontstaan na een fusie tussen twee Geraardsbergse clubs Sparta Geraardsbergen en FCE Moerbeke. Sparta Moerbeke speelt in de 4e provinciaal C Oost-Vlaanderen.  